# مسورة (صباح)

تعديل مصدري - تعديل

مسورة هي إحدى قرى عزلة صباح بمديرية صباح التابعة لمحافظة البيضاء، بلغ تعداد سكانها 1351 نسمة حسب تعداد اليمن لعام 2004.